# Skaters (banda)
Skaters (estilizado como SKATERS ) foi uma banda de rock formada na cidade de Nova York em 2012. A banda assinou com a Warner Bros. Records antes de se tornar independente em 2017 e lançar seu segundo álbum pela Yonks Records . 
No verão de 2011, o cantor e compositor Michael Ian Cummings conheceu o guitarrista inglês Josh Hubbard em uma festa em Los Angeles. Vários meses depois, Cummings recebeu um telefonema de Hubbard anunciando que ele chegaria na cidade de Nova York no dia seguinte, vindo do Reino Unido. Cummings declarou que gostaria de fazer um show, então a dupla recrutou o baterista Noah Rubin e o baixista Dan Burke, marcou três shows, aprendeu algumas músicas nas quais Cummings e Rubin estavam trabalhando (e um punhado de covers dos Pixies ), e a banda estava formado. 
Seu álbum de estreia, Manhattan, contém histórias da cidade onde se conheceram. "Éramos todos bartenders, então as músicas são contos de experiências que tivemos ou vimos, e outras pessoas que foram personagens em nossas vidas durante o primeiro ano que estivemos nesta banda", disse Cummings. O álbum foi gravado por John Hill na sala API do Electric Lady Studios de Greenwich Village. 

## Vida pregressa
Os membros da banda Michael Ian Cummings, de Boston, e Noah Rubin, de Los Angeles, estavam na área de Los Angeles quando começaram a fazer música juntos como vocalista e baterista do The Dead Trees.   Em 2012, Cummings e Rubin começaram a enviar demos para Londres e para o futuro membro Joshua Hubbard, que então tocava guitarra nos Paddingtons e Dirty Pretty Things . Os três homens se encontraram em Manhattan para formar a banda. Eles começaram a produzir uma revista de arte, YONKS, e gravar seu EP Schemers . YONKS é uma publicação que apresenta as novas músicas da banda e se concentra em apresentar artistas e fotógrafos talentosos.  Cummings agora canta para a banda, Rubin toca bateria e Hubbard toca guitarra.  Outros músicos, Dan Burke e Tommy Allen, são membros permanentes e contribuintes da equipe Skaters.  O nome Skaters foi escolhido porque lembra os membros de sua juventude e cultura do skate.  A banda afirma ter sido influenciada musicalmente por “bandas punk melódicas dos anos 70 e 80 como Mission of Burma, Devo e The Cars ”, assim como The Ramones, The Clash e The Pixies .  Skaters é atualmente gerenciado por Nick Bobetsky da Red Light Management. 

## Carreira musical

### 2012 – presente:SchemersEP
No início de 2012, a banda lançou seu primeiro EP, Schemers . O EP foi inspirado pela música e arte de Nova York de todas as décadas.  O EP é composto por 5 músicas que foram disponibilizadas para download gratuito no site da banda.  O EP Schemers atingiu mais de 10.000 downloads de seu site. 
Skatistas se apresentaram no SXSW em Austin, Texas, em março de 2013. Em 9 de abril de 2013, a banda lançou seu primeiro single de 7 polegadas com as canções "I Wanna Dance (But Don't Know How)" e "Armed". 
Seu álbum de estreia, Manhattan, foi lançado em 25 de fevereiro de 2014 pela Warner Bros. Registros para aclamação da crítica. O álbum foi gravado em Nova York no Electric Lady, estúdio construído por Jimi Hendrix .  O último EP Rock and Roll Bye Bye dos skatistas foi lançado em 24 de março de 2017 e apresenta várias músicas que foram produzidas e projetadas por Albert Di Fiore, incluindo o single "Rock and Roll Bye Bye". Di Fiore também produziu e projetou os singles dos Skaters "Save Her Something Special", "Mental Case" e "Head On to Nowhere". 

## Membros
- Michael Ian Cummings - Cantor / Compositor
- Noah Rubin - Bateria
- Joshua Hubbard - Guitarra
- Dan Burke - Baixo

## Discografia
- Manhattan (2014)
- Rock and Roll Bye Bye (2017)

### Faixas
| N.º            | Título                | Duração |  |
| 1.             | "Schemers"            |         |  |
| 2.             | "Fear of the Knife"   |         |  |
| 3.             | "Are We Just Doomed?" |         |  |
| 4.             | "Good Weird Woman"    |         |  |
| 5.             | "Done for Good"       |         |  |
| Duração total: | Duração total:        | 14:40   |  |

### Músicas
- "Miss Teen Massachusetts"
- "Deadbolt"
- "Stood Up"
- "I Wanna Dance (But I Don't Know How)"
- "Armed"
- "Let the Heads Roll"
- "Criminal''
- "In Your Head"